# Битва при Лёвене (1831)
Битва при Лёвене — сражение Бельгийско-нидерландской войны во время Бельгийской революции. 
Сражение состоялось 12 августа и официально завершилось 13 августа 1831 года. Голландская армия разгромила бельгийских повстанцев, но была вынуждена отступить и заключить перемирие с бельгийцами, чтобы избежать войны с Францией, так как большая французская армия под командованием маршала Жерара пересекла границу для поддержки бельгийских повстанцев.

## Ход сражения
Бельгийская Шельдская армия во главе с королём Леопольдом двинулась из Лира на соединение с Маасской армией и прибыла 8 августа к Арскоту, откуда должна была действовать во фланг и тыл принца Оранского, но, получив 9 августа известие о поражении Маасской армии, направилась к Лёвену, где 10-го заняла сильную позицию между Лёвеном и Терлемоном. 
12-го принц Оранский столкнулся с бельгийцами у Тирлемона, которые, будучи атакованными с левого фланга, оставили свои позиции и отступили к Лёвену, где попытались вновь задержаться, однако новые атаки на их левый фланг и появление голландских войск в тылу правого фланга вынудили их отступить и с этой позиции. Голландцы заняли ближайшие к Лёвену высоты, откуда открыли сильный огонь. Одна часть Шельдской армии некоторое время упорно удерживала свои позиции, другая же, теснилась в улицах города и вскоре обратилась в бегство. Принц Саксен-Веймарский, обойдя в то же время Лёвен, приблизился к Брюсселю и невдалеке от города занял позицию на Железной горе.
Король узнал, что 70-тысячная французская армия под командованием маршала Жерара пересекла границу с Бельгией и приближалась к Брюсселю. Чтобы избежать войны с Францией, по его приказу было заключено перемирие с бельгийцами в Люббеке. В 16.30 13 августа кампания закончилась.
13 августа, согласно соглашению о перемирии, голландцам было разрешено символически занять Лёвен во главе с принцами Виллемом и Фридрихом. 14 августа голландцы отступили. Последние голландские войска отошли 20 августа.